# Bhaderwah
Bhaderwah là một thị xã và là nơi đặt Ủy ban khu vực quy hoạch (notified area committee) của quận Doda thuộc bang Jammu và Kashmir, Ấn Độ.

## Nhân khẩu
Theo điều tra dân số năm 2001 của Ấn Độ, Bhaderwah có dân số 10.849 người. Phái nam chiếm 59% tổng số dân và phái nữ chiếm 41%. Bhaderwah có tỷ lệ 76% biết đọc biết viết, cao hơn tỷ lệ trung bình toàn quốc là 59,5%: tỷ lệ cho phái nam là 84%, và tỷ lệ cho phái nữ là 65%. Tại Bhaderwah, 10% dân số nhỏ hơn 6 tuổi.